# Purranque (kommun)
Purranque är en kommun i Chile.   Den ligger i provinsen Provincia de Osorno och regionen Región de Los Lagos, i den södra delen av landet, 900 km söder om huvudstaden Santiago de Chile.
I omgivningarna runt Purranque växer i huvudsak städsegrön lövskog. Runt Purranque är det glesbefolkat, med 8 invånare per kvadratkilometer.